# Leptocera cultellipennis
Leptocera cultellipennis är en tvåvingeart som först beskrevs av Günther Enderlein 1938.  Leptocera cultellipennis ingår i släktet Leptocera och familjen hoppflugor. Inga underarter finns listade i Catalogue of Life.